# Gustaf Norlin
Axel Gustaf Norlin, född 9 januari 1997 i Lidköping, är en svensk fotbollsspelare som spelar för polska ŁKS Łódź.

## Karriär
I juli 2019 värvades Norlin av Varbergs BoIS, där han skrev på ett avtal med start från säsongen 2020. Norlin gjorde sin allsvenska debut den 15 juni 2020 i en 3–0-vinst över Helsingborgs IF, där han även gjorde ett mål i den 62:a minuten. 
I februari 2021 värvades Norlin av IFK Göteborg, där han skrev på ett fyraårskontrakt.
I januari 2025 värvades Norlin av polska Łódź, där han skrev på ett 1,5-årskontrakt.